# 寸止め

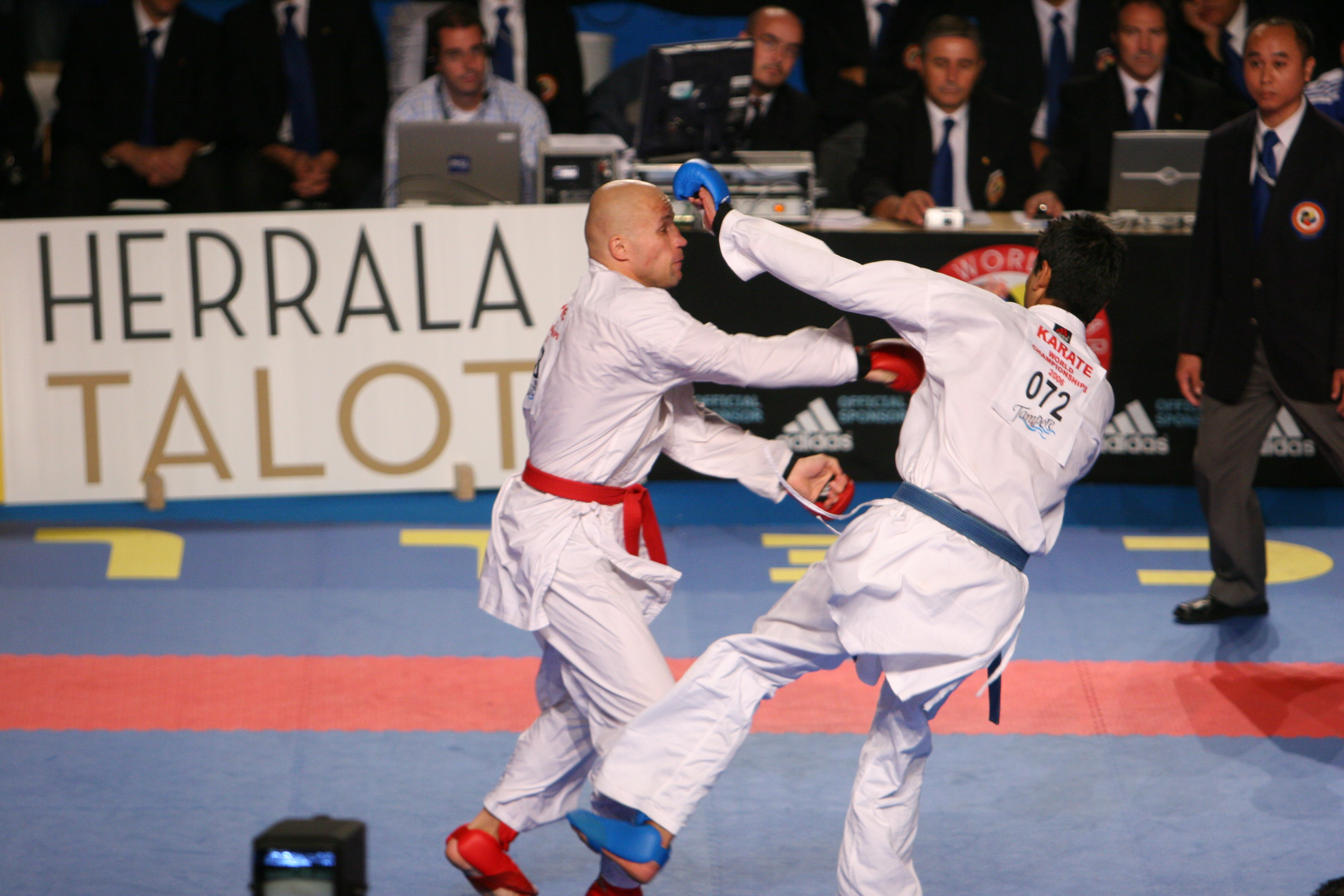
寸止め空手とも呼ばれる空手道の世界空手道選手権（世界空手道連盟主催）における組み手試合

寸止め（すんどめ）とは、空手や格闘技などにおいて、直接打撃せずに寸前で止める、もしくはダメージを与えない程度に当てる事。多くの団体では事実上後者が中心となっている。すなわち「当てた」とは接触の有無に関わらず一般にダメージの軽減がなされていない打撃のことを指す。伝統派空手の場合、深くまで突かない・すぐに引きをとるなどでダメージの軽減を計っている。この点、極めが必要とされることからあからさまに力を抜いた攻撃ではポイントにならない。
英語では、フルコンタクト（full-contact）に対して、セミコンタクト（semi-contact）と表現される。

## 概要
伝統派空手など競技によっては、寸止めルールを採用しているものがある。攻撃は寸止めで行い、実際に相手に攻撃を当てた場合または制御できていない場合は反則となる。ただし、上述の通り相手をギョッとさせる程の極めすなわち力の集約がなければならない。寸止めルールは当てた当てないで揉めて反則になる事も多々あるので、相手の気付かない方向からの極めも考慮する必要がある。その点では、防具ルールと違い素人目には分かりにくい所がある。また、寸止めルールとは言っても実際には相手に攻撃が当たっている場合も多いが、これも素人目には分かりにくいことがある。
このため、審判には高い能力が求められる事になる。

## 防具と寸止め
伝統空手の場合、防具（「メンホー」）を着用して行われる場合でも寸止めルールが適用され、防具付き空手の直接打撃を受け止めるための防具とは明確に区別して、万が一当った場合の負傷を軽減するための「安全具」として用いられる。寸止めルールの防具は、主に頭部・胴体・拳に着用するものが使われ、さらに拳を保護する防具（拳サポーター）は赤・青の2種類が用意されるなど、審判が判定を容易にするよう配慮されている。
ただし、実際の試合では攻撃が「当たっている」こともあり、しかもそれが反則にならずポイントとされることもある。また、それによって選手が怪我をすることもある。特に試合のカテゴリーを「有段者」「段外者」という階層に分けている場合、初心者からある程度習熟した者まで等しく対戦する段外者の試合では、十分な寸止めができず相手選手が怪我をすることがある。また、十分な習熟がなされ攻撃を制御できる有段者の試合でも、打撃自体の重さや狙いの正確さ等が向上しているため、特にカウンターなどを狙った場合に段外者の試合より危険な骨折や失神を伴う場合もあり、その場合は寸止めルールのため負傷した選手が勝ち上がり、負傷させた選手が「反則負け」になるなど矛盾点も指摘されている。
寸止めルールにおける防具は、試合規定のとおり寸止めが前提条件で、万一攻撃が当たってしまった場合における安全性を考慮したものであり、攻撃を受け止めるためのものではない。そのため、防具を着用しているからといって「当てて良い」というものではなく、防具の上から攻撃を受ければ、簡易な防具のためにその材質上強度が弱く怪我をすることがある。また防具付き空手で使用される「後ろ回し蹴り」や「らせん手刀打ち」などの技は遠心力を利用しているために途中で止めることが困難な上、その威力が大きいため寸止めルールでは逆に相手を負傷させて「反則負け」となるケースがあるため使われない。その点で、伝統空手における防具は発展途上にあると考えることができ、審判制度の判定の明確化と安全性に関して一層の充実が求められる。

## プロレスでの寸止め
プロレスにおいても寸止めは応用されており、興行として試合を進行していく上で、相手に必要以上のダメージを与えてしまうと、試合の進行が困難になり、場合によっては試合進行不能となる恐れもある。そのため、打撃技においては寸止めの技術が使用されたりする（その他にも打つ力・打ち方・打つ位置を変えるなどの技術もある）。